# Tolna
Tolna é um gênero de traça pertencente à família Arctiidae.